# Асмуд

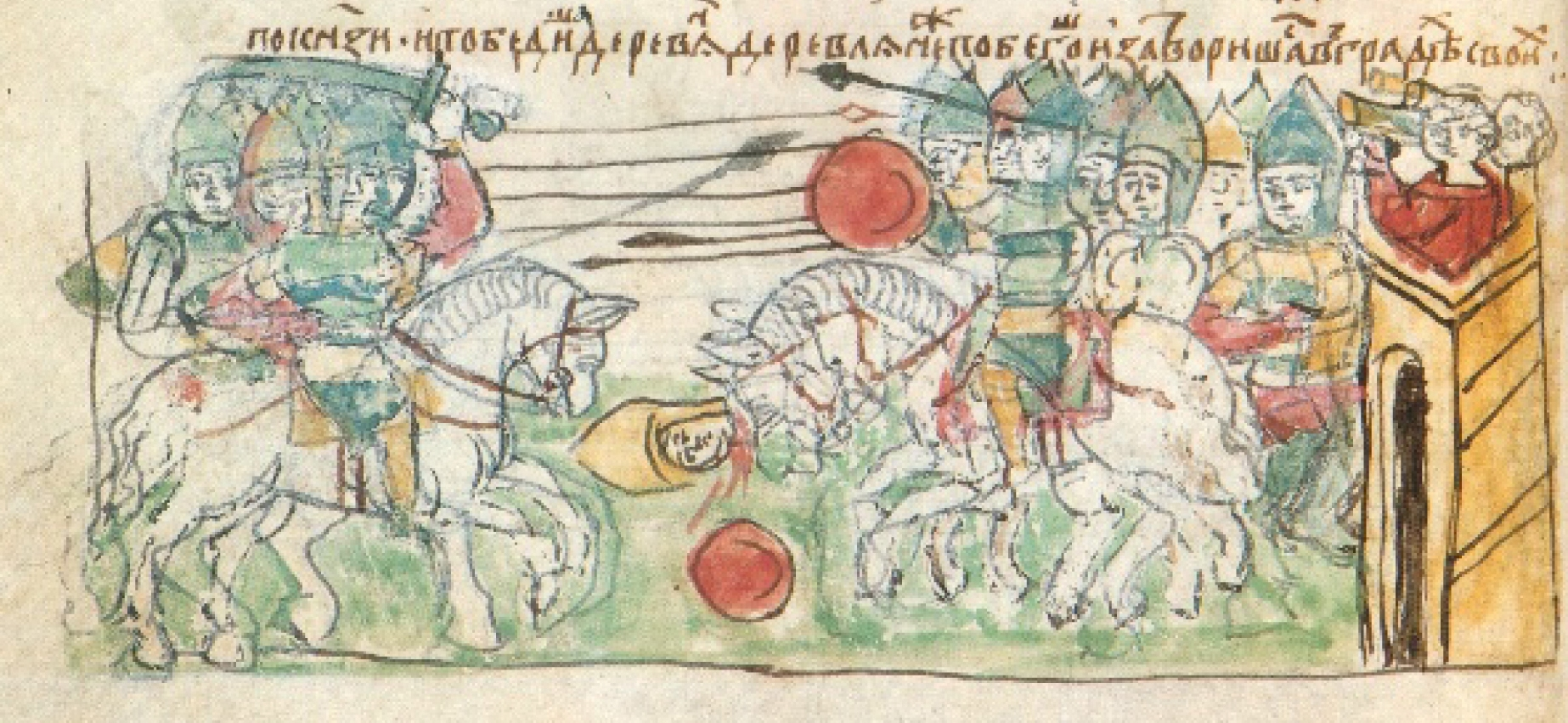
Войско киевлян под предводительством Свенельда и Асмуда побеждает древлян. Миниатюра из Радзивилловской летописи

Асмуд, Асмолд, Асмунд (исл. Ásmundr) — кормилец (воспитатель, «дядька»-наставник) малолетнего князя Святослава Игоревича.
Упоминается в летописи лишь дважды, оба раза в связи с событиями в Киеве и Древлянской земле после убийства киевского князя Игоря (конец 944 или 945 г.). Вместе с воеводой Свенельдом поддержал вдову Игоря Ольгу в качестве правительницы Киевского государства.
В первый раз (под 945 г.) летописец, сообщив об убийстве Игоря, констатирует, что Ольга

«бяше в Киеве с сыном своим с детьском (ребенком. — А. К.) Святославом, и кормилец его Асмуд, и воевода бе Свенельд».

Во второй раз имя Асмуда упомянуто в рассказе о сражении между киевским войском и древлянами (под 946 г.). Асмуд вместе с тем же Свенельдом возглавлял киевское войско; битву же, согласно обычаю, начал малолетний Святослав, бросивший своей рукой копье в сторону врага. Копье пролетело лишь между ушами коня и ударилось тому в ноги — ибо князь был слишком мал и не мог метнуть копье по-настоящему, однако почин был сделан и обычай был соблюден. После этого Свенельд и Асмуд сказали: «Князь уже почал; потягнете, дружина, по князе».
А. А. Шахматов высказывал предположение о том, что в обоих случаях в древнейшем варианте летописного текста читалось имя одного Асмуда, имя же Свенельда появилось позже и отражает тенденциозную обработку первоначальной версии летописца.

## Образ в кино
- «Сага древних булгар. Сказание Ольги Святой», (Россия 2004), режиссёр Булат Мансуров. В роли Асмуда — Юозас Будрайтис
- «Сага древних булгар. Лествица Владимира Красное Солнышко» (Россия 2004), режиссёр Булат Мансуров. В роли Асмуда — Юозас Будрайтис